# Oblastní rada Merchavim
Oblastní rada Merchavim (hebrejsky מועצה אזורית מרחבים, Mo'aca azorit Merchavim, doslova Oblastní rada Prostory) je oblastní rada (jednotka územní správy a samosprávy) v jižním distriktu v Izraeli.

## Geografie

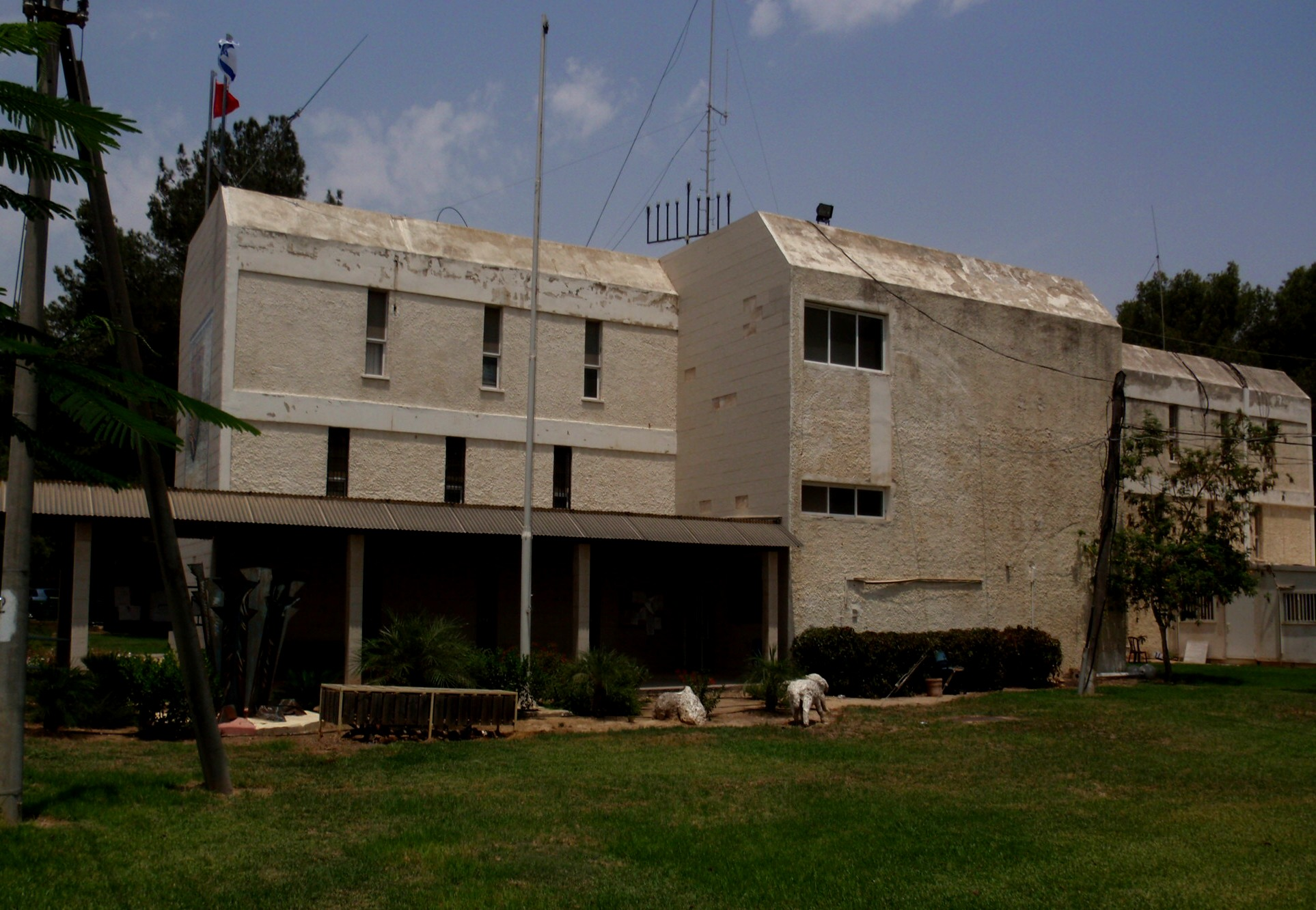
Budova sídla Oblastní rady Merchavim poblíž vesnice Gilat

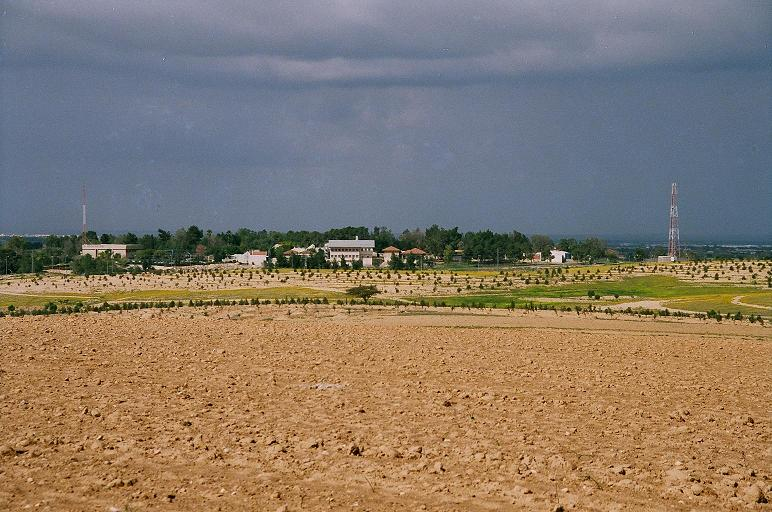
Celkový pohled na střední školu v Ešel ha-Nasi

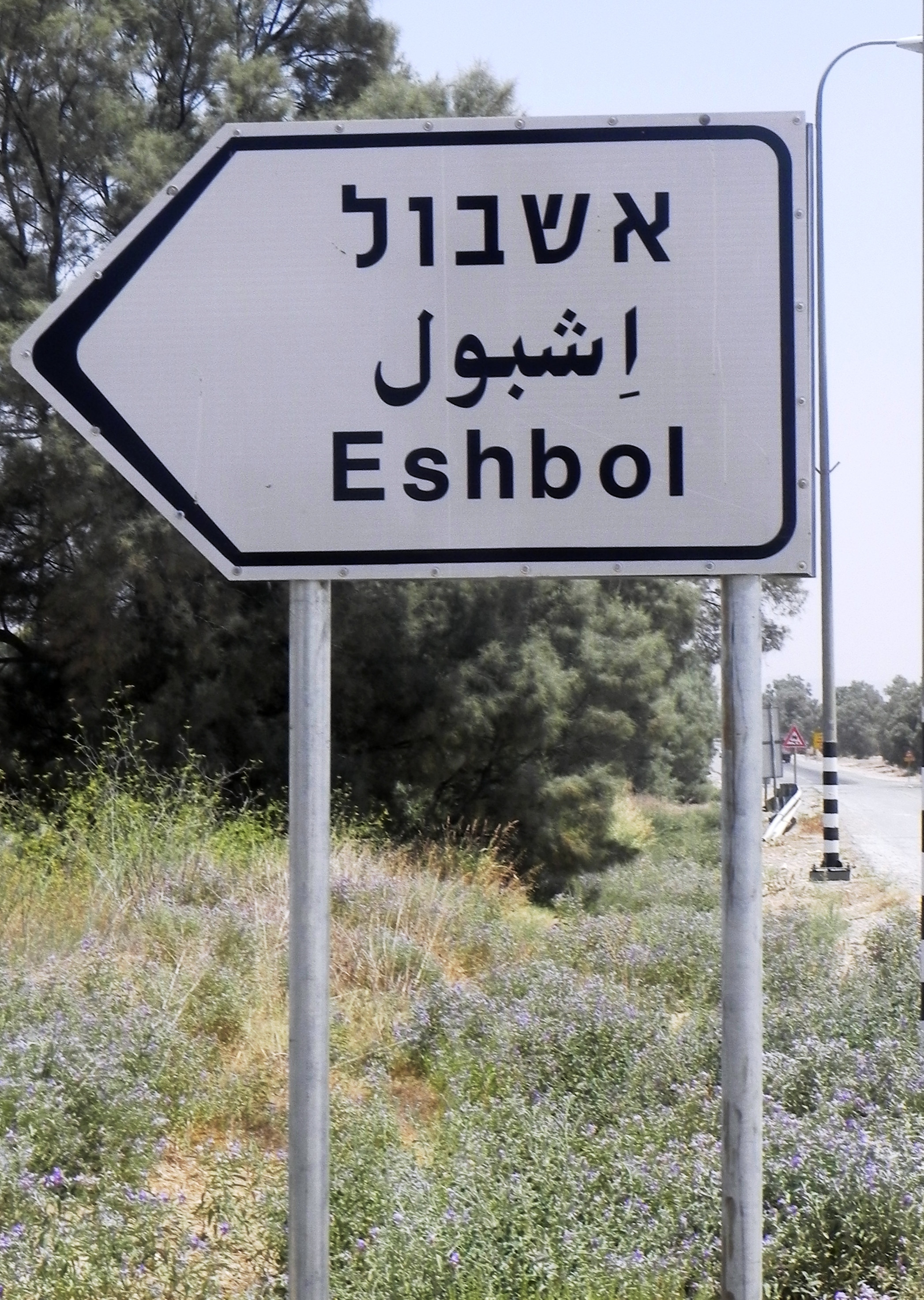
Vjezd do mošavu Ešbol

Rozkládá se na celkové ploše 580 kilometrů čtverečních v severozápadní části Negevské pouště. Tato zemědělsky využívaná oblast je od 2. poloviny 20. století intenzivně zúrodňována a zavlažována a ztratila z větší části charakter pouštní krajiny. Jde o zemědělsky obdělávaný pás navazující na pobřežní nížinu. Protéká tudy vádí Nachal Patiš. Území oblastní rady se nachází ve dvou shlucích vesnických sídel; jednak v okolí města Ofakim, jednak východně od města Netivot.

## Dějiny
Židovská sídelní síť zde začala vznikat až po vzniku státu Izrael, tedy po roce 1948, kdy po válce za nezávislost region opustila nepočetná arabská populace. Plánovitě zde pak došlo k zřízení soustavy židovských zemědělských vesnic, jejíž budování vrcholilo v 50. letech 20. století.
Oblastní rada Merchavim byla založena roku 1951. Starostou rady je אבנר מורי - Avner Mori. Rada má velké pravomoci zejména v provozování škol, územním plánování a stavebním řízení nebo v ekologických otázkách. Sídlo úřadů oblastní rady se nachází v komplexu situovaném na křižovatce dálnice číslo 25 a lokální silnice 241 poblíž vesnice Gilat.

## Seznam sídel
V oblastní radě Merchavim je sdruženo celkem 14 mošavů, jedna společná osada, jedna mládežnická vesnice (hebrejsky: Kfar No'ar) se statutem společné osady a jeden sociální ústav.
Mošavy
| - Bitcha - Ešbol - Gilat - Klachim - Maslul - Nir Akiva - Nir Moše - Pa'amej Tašaz | - Patiš - Pedujim - Ranen - Sde Cvi - Talmej Bilu - Tifrach |

Společná osada
- Mabu'im

Mládežnická vesnice
- Ešel ha-Nasi

Ostatní
- Ale Negev

## Demografie
K 31. prosinci 2014 žilo v Oblastní radě Merchavim 12 400 obyvatel. Z celkové populace bylo 12 400 Židů. Včetně statistické kategorie "ostatní" tedy nearabští obyvatelé židovského původu, ale bez formální příslušnosti k židovskému náboženství jich bylo 12 400. Podle Centrálního statistického úřadu žilo v oblastní radě k roku 2007 celkem 9200 obyvatel a obyvatelstvo rady bylo téměř výhradně židovské (99,7 %). Roční přírůstek činil 3,3%.
| Rok            | 1961  | 1972  | 1983  | 1995  | 2006  | 2008   | 2009   | 2010   | 2011   | 2012   | 2013   | 2014   |
| -------------- | ----- | ----- | ----- | ----- | ----- | ------ | ------ | ------ | ------ | ------ | ------ | ------ |
| Počet obyvatel | 5 600 | 5 900 | 6 600 | 7 200 | 9 200 | 10 200 | 10 800 | 11 100 | 11 800 | 11 600 | 11 900 | 12 400 |